# CONCACAF Champions League 2009-2010 (turno preliminare)

## Turno preliminare
| Squadra 1       | Totale | Squadra 2             | Andata | Ritorno |
| --------------- | ------ | --------------------- | ------ | ------- |
| San Francisco   | 2 - 3  | San Juan Jabloteh     | 2 - 0  | 0 - 3   |
| Pachuca         | 10 - 1 | Deportivo Jalapa      | 3 - 0  | 7 - 1   |
| W Connection FC | 4 - 3  | New York Red Bulls    | 2 - 2  | 2 - 1   |
| Olimpia         | 2 - 2  | Árabe Unido           | 2 - 1  | 0 - 1   |
| Herediano       | 2 - 6  | Cruz Azul             | 2 - 6  | 0 - 0   |
| D.C. United     | 2 - 2  | Luis Ángel Firpo      | 1 - 1  | 1 - 1   |
| Liberia Mía     | 3 - 6  | Real España           | 3 - 0  | 0 - 6   |
| Toronto FC      | 0 - 1  | Puerto Rico Islanders | 0 - 1  | 0 - 0   |

### Partite di andata
| Arbitro: | Paul Delgadillo |

|                   |           |             |
| Moreno 42’ (rig.) | Marcatori | 26’ Benítez |

| Arbitro: | Mark Geiger |

|                                      |           |  |
| Cacho 42’ Caballero 57'’ Giménez 76’ | Marcatori |  |

| Arbitro: | Hugo Cruz |

|  |           |                 |
|  | Marcatori | 67’ Jagdeosingh |

| Arbitro: | Walter López |

|                               |           |  |
| Villarete 5’ (rig.) Pérez 84’ | Marcatori |  |

| Arbitro: | Elmer Bonilla |

|                                  |           |  |
| Umaña 32’ (rig.) Alpízar 76’ 89’ | Marcatori |  |

| Arbitro: | Raymond Bogle |

|                            |           |                       |
| Faña Farías 40’ Hector 73’ | Marcatori | 48’ Öbster 61’ Joseph |

| Arbitro: | José Pineda |

|                      |           |                                                   |
| Herron 58’ Güity 76’ | Marcatori | 2’ Vela 50’ 56’ 76’ Orozco 69’ Villa 88’ Zeballos |

| Arbitro: | Joel Aguilar |

|                                 |           |               |
| Jocimar 48’ (rig.) Everaldo 56’ | Marcatori | 18’ Rodríguez |

### Partite di ritorno
| Bayamón 4 agosto 2009, ore 20:00 | Puerto Rico Islanders | 0 – 0 | Toronto FC | Estadio Juán Rámon Loubriel (6000 spett.)\| Arbitro: \| Geoffrey Hospedales \| |
| Arbitro:                         | Geoffrey Hospedales   |       |            |                                                                                |

| Arbitro: | Walter Quesada |

|                    |           |                                                                       |
| Piñeyro 42’ (rig.) | Marcatori | 4’ Giménez 13’ 36’ 77’ Mendívil 50’ Aguilar 64’ Benítez 86’ Caballero |

| Arbitro: | Oscar Moncada |

|                    |           |           |
| Leandro 39’ (rig.) | Marcatori | 42’ Gómez |

| Arbitro: | Paul Ward |

|              |           |                   |
| Wolyniec 19’ | Marcatori | 40’ 45’ Toussaint |

| Città del Messico 5 agosto 2009, ore 19:00 | Cruz Azul    | 0 – 0 referto | Herediano | Estadio Azul (4311 spett.)\| Arbitro: \| Terry Vaughn \| |
| Arbitro:                                   | Terry Vaughn |               |           |                                                          |

| Arbitro: | Roberto García |

|              |           |  |
| Mendieta 27’ | Marcatori |  |

| Arbitro: | Stanley Lancaster |

|                        |           |  |
| Sam 30’ Oliver 62’ 76’ | Marcatori |  |

| Arbitro: | Roberto Moreno Salazar |

|                                           |           |  |
| Mattoso 4’ 90’ Pavón 18’ 73’ 80’ Peña 47’ | Marcatori |  |